# 邵維銘
邵維銘（英語：Shaw Vee-Meng，1932年1月30日—），生于新加坡，籍贯浙江省宁波市镇海县，新加坡著名华人企业家，主营地产业和百货业，香港影视大亨邵逸夫的长子。

## 生平
1932年1月30日，邵维铭出生于新加坡，祖籍浙江省宁波市镇海县（今称镇海区），是影视大亨邵逸夫的长子。因邵家遵循宁波大家族的传统习惯，邵维铭年幼时由邵逸夫之兄邵仁枚抚养（即“对养”，兄弟各自的子女对调抚养成人）。邵维铭早年赴英国留学，学习法律，毕业于牛津大學聖凱瑟琳學院法律系。在英国伦敦格雷律师学院获得执业律师资格。回到新加坡后，协助伯父也是养父的邵仁枚打理生意。现任邵氏基金会的主席。
邵维铭行事一向低调。2006年11月，曾“高调”出席亚太影展，代生父邵逸夫领取了“终生成就奖”。

## 慈善
曾先后捐出总计逾3亿新加坡元，资助新加坡医院、养老院、学校、艺术组织和慈善机构。邵维铭特别注重年老人口的慈善工作，并有言：“新加坡人口迅速老化，却没有足够的养老院照顾老人。我和我的父亲（邵逸夫）一样，很关注老人的问题”。
邵维铭是新加坡国立大学（NUS）最久和最慷慨的单独赞助人，截止2013年曾捐赠愈1千万美元予NUS。

## 任职
- 邵氏基金会主席。
- 新加坡三江会馆名誉会长兼信托人。[2]
- 新加坡法国语文学院主席（1983年至今）[3]。
- 新加坡国立心脏协会副主席
- 新加坡国立预防犯罪协会赞助人
- 新加坡亚洲文明博物馆赞助人

## 荣誉
- 2011年，邵维铭荣获法国政府颁授的法国国家荣誉军团司令级勋章，以表彰邵对弘扬法国文化和推广慈善事业的卓著贡献。勋章由法国驻新加坡大使亲自颁授。这是新加坡历史上第三位法国勋章获得者。[3]
- 新加坡中华总商会荣誉会董
- 1993年：获委任为牛津大学聖凱瑟琳學院院士
- 1994年：获新加坡政府颁授公众服务勋章（英语：Pingat Bakti Masyarakat）
- 2003年：获新加坡国立大学荣誉文学博士学位

## 家庭
邵維銘曾經於1959年和新加坡礦業大王郭洪之女郭碧瑜結婚，有獨女邵淑琦，唯獨邵維銘已和郭離婚。